# Boroaia
Boroaia est une commune roumaine située dans le județ de Suceava.